# Die Frau gegenüber
Die Frau gegenüber ist ein 1977 gedrehtes, deutsches Spielfilmdrama von Hans Noever.

## Handlung
Simon Schmidt, eine graue Erscheinung mittleren Alters, arbeitet in Berlin als Versicherungsdetektiv. Sein Beruf hat über die Jahre hinweg seinen Charakter, sein Wesen, bestimmt und greift nun auch auf sein privates Umfeld über. Schmidt ist zutiefst allem und jedem gegenüber misstrauisch geworden. Als er eines Abends seinen Arbeitskollegen Janos Kaminski als Gast zu sich nach Hause einlädt, wo er mit seiner deutlich jüngeren Ehefrau Gesine ein bescheidenes und wenig aufregendes Leben führt, meint er zu bemerken, dass seine Gattin Interesse für Kaminski hegt. Von jeher voller Zweifel gegenüber seinen Mitmenschen, traut er auch seiner eigenen Frau nicht über den Weg. Schmidt beginnt, den Kollegen Kaminski zu instrumentalisieren, um sich der Treue Gesines sicher sein zu können und seine eigenen Zweifel zu zerstreuen. Simons aufkeimende Eifersucht führt sogar so weit, dass er Kaminski darum bittet, ein Auge auf seine Frau zu haben, während er, Simon, auf eine mehrwöchige Geschäftsreise gehe. Doch diese Geschäftsreise gibt es nicht, sie ist lediglich vorgetäuscht, um die Standhaftigkeit Gesines zu testen. Denn Schmidt zieht lediglich unter falschem Namen in den Wohnblock gegenüber seiner eigenen Behausung ein, um von dort Gesines Treiben, mit oder ohne Janus Kaminski, mit Fernglas und Abhöranlage zu überwachen.
Für Gesine, die von ihrem väterlichen Ehemann von der Außenwelt geradezu abgeschottet wurde, beginnt erstmals eine Zeit, in der sie frei atmen kann. Es sind kleine Fluchten, kleine Freiheiten, die sie sich nimmt. Sie macht Pläne für banale Unternehmungen wie eine Kaffeefahrt mit anschließender Pelzmodenschau oder auch einen Einkaufsbummel. Janus Kaminski erweist sich, anders als in Simons Befürchtungen, nicht eben als Don Juan oder als sinnliche Versuchung. Unternehmungen mit ihm sind für Gesine ohne erotische Aufregung: Man geht gemeinsam zum Tanz in ein Café von der Sorte „Club der einsamen Herzen“ und isst, als Gipfel ungewöhnlicher Zerstreuung, zusammen Austern. Schmidt protokolliert derweil, wie er es in seinem Beruf gewohnt ist, akribisch all ihre Bewegungen, führt Buch über jede noch so unwichtige Aktivität. An die Wand seiner kargen Behausung hat er seine armselige Maxime verewigt: „Jemand zu lieben, muss man vorläufig vollständig versichert sein, dass nicht die geringsten Zweifel mehr übrig bleiben.“ Da reicht auch schon die unwichtigste Lappalie, um eine Überreaktion zu rechtfertigen. Als Gefangener seines eigenen Misstrauens erschießt er aus sicherer Entfernung seines Verstecks und Horchpostens mit einem eigens mitgenommenen Jagdgewehr Kaminski, als dieser eines Abends nach einem gemeinsamen Abendessen mit Gesine in deren ehelicher Wohnung tanzt. Simon Schmidt kehrt anschließend in seine Wohnung zurück, setzt sich auf das Ehebett und wartet schicksalsergeben auf das Eintreffen der Polizei. 

## Produktionsnotizen
Die Frau gegenüber entstand zwischen dem 10. Oktober und dem 19. November 1977 in Berlin. Die Uraufführung erfolgte am 24. November 1978 ebenfalls in Berlin.

## Kritiken
„Noever hat seinen Film in Berlin gedreht und sich von seinem Kameramann, dem Oscar-Preisträger Walter Lassally ("Alexis Sorbas"), Schwarzweiß-Bilder von dieser Stadt machen lassen, in denen die sonst trotzig hinter der sklerotischen Glamour-Fassade verborgene Mietskasernen-Tristesse aufscheint. Ganz bewußt hat er so auf Gegenkurs zu den Melodramatikern gesteuert und den leidenschaftlichen Wahn in klammgraue Atmosphäre verpackt. Trotz manch unnötig überdeutlicher Symbolismen …, trotz einiger Längen ist ihm doch ein psychologisch spannender Film gelungen, der den unaufhaltsamen Abstieg eines angstgetriebenen Sicherheitswahns in die Selbstzerstörung nachzeichnet.“

„Nur vordergründig ein Thriller, erzählt Hans Noevers gut fotografiertes und darstellerisch überzeugendes Psychodrama von den Verirrungen eines Einzelgängers, der in der Anonymität einer Großstadt zum Voyeur und Mörder wird.“

„Hintergründiges Drama über die Abgründe der Gefühle.“